# Klaus Ernst
Klaus Ernst (München, 1954. november 1. –) német politikus és szakszervezeti alkalmazott. 1970-ben kezdte elektroműszerészi tanulmányait a müncheni Rohde & Schwarz cégnél, 1974-ben tett szakvizsgát. 1972-ben az IG Metall tagja lett, majd 1974-ben belépett a SPD-be. 2010-ben ő lett a Baloldali Párt társelnöke.